# Socha svatého Jana Nepomuckého (Smidary)
Barokní pískovcová socha svatého Jana Nepomuckého od neznámého autora pocházející z roku 1726 se nalézá u křižovatky silnice odbočující na Loučnou Horu v městečku Smidary v okrese Hradec Králové. Socha je od 1. 3. 2007 chráněna jako nemovitá kulturní památka ČR. 

## Popis
Pískovcová socha svatého Jana Nepomuckého stojí v zahradě domu při silnici a umístěna ve výklenku tvořeném zastřihováním vzrostlého keře zimostrázu.
Socha světce v mírně podživotní velikosti stojí na pilíři ozdobeném po stranách reliéfními kartušemi. V kartuši na čelní straně se nalézá nápis s chronogramem 1726. Pilíř je zakončen římsou.
Na římse je umístěn jednoduchý sokl s boky ozdobenými volutami a jednoduchým ozdobným rámcem vpředu.
Na soklu je umístěna socha světce oděného v obvyklém oděvu, s biretem na hlavě a se svatozáří. Levou rukou objímá krucifix, ke kterému sklání tvář a pravou rukou jej zespodu přidržuje. U nohou světce sedí putti, který k němu vzhlíží.
Socha byla v roce 2003 restaurována. 